# MxPx
MxPx é uma banda de punk rock e Skate punk formada em 1992 na cidade de Bremerton, Washington, Estados Unidos, por Mike Herrera, atual compositor, vocalista e baixista. O estilo de música que a banda apresenta se relaciona ao punk da década de 1970 e 1980. Suas letras criticam ou comentam sobre adolescência, temáticas cristãs e relacionamentos, mas não somente sobre isso, algumas contém críticas sobre o estado do mundo.

## História
Em 1992 três garotos de Bremerton, Washington, formaram a banda Magnified Plaid, que contava com Mike Herrera no baixo e vocal, Yuri Ruley na bateria e Andy Husted na guitarra.
Passaram alguns meses e Andy deixou a banda para dar lugar a Tom Wisniewski, e começa assim, uma série de concertos locais. Como o nome da banda não era "um dos melhores", decidiram manter a abreviação M.P., mas o artista de cartazes e folders era o próprio Yuri, que no lugar do ".", desenhava um "x". O novo esquema foi se difundindo, e então passaram a ser conhecidos como MxPx.[carece de fontes?]
Após uma série de concertos em Bremerton (cidade famosa pela base naval), o MxPx chama a atenção da gravadora Tooth & Nail, que os convidaram para lançar seu primeiro disco, Pokinatcha.
No ano seguinte a banda entrou em estúdio para gravar mais um disco, Teenage Politics. A partir desse momento a banda já chamava a atenção de todos, e o single e hit "Punk Rawk Show" já era um dos mais escutados pelos skatistas. Ainda esse ano, o álbum ganha também uma versão japonesa.
Em 1996 a banda lança o EP Move to Bremerton, que conta com uma versão ao vivo de "Chick Magnet", que logo depois virou um hit. No ano seguinte a banda entrou novamente em estúdio para a gravação de Life in General, do qual saíram sucessos como "Middlename", "Andrea", "Doing Time" e a própria "Chick Magnet". Em 1998 lançaram Slowly Going the Way of the Buffalo e no ano seguinte, o primeiro disco ao vivo, o At the Show.
Em 2000, a banda foi para a renomada gravadora A&M Records. O disco seguinte The Ever Passing Moment é inovador, diferente de tudo que o MxPx havia feito até então. No ano seguinte saiu pela Fat Wreck Chords o EP The Renaissance.
Após uma pausa de dois anos a banda lança mais um lançamento, ainda pela A&M Records, Before Everything & After. É o disco mais maduro que a banda fez até o momento. O primeiro e único single do disco é "Everything Sucks (When You're Gone)". O disco, por ser de fato leve comparado aos anteriores, foi bastante criticado.
Após problemas com a gravadora e vários boatos que o MxPx tinha acabado ainda em 2004, A&M Records anuncia que a banda não faria mais parte do grupo. Mike comunicou oficialmente que a banda não havia acabado, e dias depois anuncia que foram contratados pela SideOneDummy Records, lançando um DVD e um EP ainda naquele ano. No início de 2005 a banda cancelou alguns concertos para poder finalizar o mais novo álbum, prometido para o meio do ano, que foi lançado com o nome Panic.
Depois das turnês, a banda entrou em estúdio em 2006, e saiu o EP Let's Rock, que também não animou os grandes fãs, com um som do mesmo estilo de Panic e aí muitos críticos de música, já o rotulavam de Pop Punk, banda de punk modinha dos anos 90 e 2000 e etc.[carece de fontes?]
Mas 2007 foi um ano sério com muito trabalho e esforço, depois de muitos boatos com o fim da banda após a saída da A&M Records, fim da parceria com a Tooth & Nail Records, surgiu mais um CD.
Secret Weapon chegou, e não era mais um som como o de Panic. Era um som mais pesado, resgatando o início da banda, com um toque atual, deixando um punk rock bem diferente do antigo, mas nada que fugisse do ideal original da banda. "Secret Weapon" e "Shut It Down" são as atuais músicas de trabalho da banda, um CD com um som mais punk hardcore do que nunca, letras politizadas, protestantes e fortes assim como contém algumas músicas mais baladinhas, foi um CD que agradou e que impressionou os críticos da música que o chamavam de banda Pop Punk/Punk Rock moda.[carece de fontes?]
O MySpace da banda recebeu mais de 300.000 visitas na primeira semana após o lançamento de Secret Weapon e o álbum novo ficou em #76 no Top 200 da Billboard na primeira semana.[carece de fontes?]
A Alternative Press descreveu o álbum da seguinte forma: "MxPx encontrou seu centro [...] e produziu o CD mais coeso de sua carreira", já a Guitar World disse: "Um retorno glorioso à forma".
Secret Weapon surpreendeu a muitos pela atitude que o CD trouxe, e o respeito que a banda ganhou pelos fãs e frequentadores de várias edições da Warped Tour, largando a linha de estilo de bandas como Blink-182, Green Day, New Found Glory, e voltando para bandas como NOFX, Pennywise, Bad Religion, Dogwood, e etc...
Agora, a banda participa de eventos como Warped Tour, Cornerstone Festival e de turnês com bandas locais e parceiras, fazendo tour com músicas de trabalho do CD Secret Weapon.
Em 2012 a banda lança o álbum Plans Within Plans, que traz um som mais trabalhado no instrumental, tendo em seu gênero o skate punk e pop punk. As letras em sua maioria vem com críticas ao estado atual do mundo, motivação e traços cristãos, sendo suas principais faixas a musica Aces up, For Away e Stay On Your Feet.

## Integrantes

### Integrantes atuais
- Mike Herrera - baixo e vocal
- Tom Wisniewski - vuitarra
- Chris Adkins - vuitarra
- Yuri Ruley - bateria

### Ex-integrantes
- Andy Husted - guitarra

## Discografia

### Álbuns de estúdio
- Pokinatcha (1994)
- Teenage Politics (1995)
- Life in General (1996)
- Slowly Going the Way of the Buffalo (1998)
- The Ever Passing Moment (2000)
- Before Everything & After (2003)
- Panic (2005)
- Let's Rock (2006)
- Secret Weapon (2007)
- Plans Within Plans (2012)
- MxPx (2018)

### Álbuns ao vivo
- At the Show (1999)

### EPs
- On the Cover (1995)
- Move to Bremerton (1996)
- The Renaissance EP (2001)
- The AC/EP (2004)
- On the Cover II (2009)
- Left Coast Punk (2009)
- Punk Rawk Christmas (2009)

### Compilações
- Let it Happen (1998)
- MxPx: Lost In Japan (2002)
- Ten Years & Running (2002)
- The Ultimate Collection (2008)

### Singles
- 1998 Christmas Single
- 1999 Christmas Single

## Videografia

### DVDs
- B-Movie (2004)

## Curiosidades
Os MxPx já tocaram em Portugal no Festival de Paredes de Coura no ano de 2005.

### Propaganda de Bremerton
Em setembro de 2006 a banda e a administração da cidade de Bremerton começaram um trabalho de marketing envolvendo a canção "Move To Bremerton EP". A agência comunitária da cidade recebeu os direitos autorais da canção para executar em um site promocional da cidade. O MxPx, por sua vez, tocou a música no Admiral Theatre em 16 de setembro do mesmo ano. Com isso, a banda recebeu do então prefeito Cary Bozeman a chave da cidade, em reconhecimento às suas contribuições para com Bremerton.